# ASAC Concorde
Die ASAC Concorde (arabisch الجمعية الرياضية الفنية والثقافية للوئام, DMG al-Ǧamʿiyya ar-riyāḍiyya al-fanniyya wa-ṯ-ṯaqāfiyya li-l-Wiʾām) ist ein mauretanischer Fußballverein aus Nouakchott, der Hauptstadt des Landes. Der Verein wurde 1979 gegründet und konnte bisher sieben nationale Titel gewinnen.

## Erfolge
- Mauretanischer Meister: 2008, 2017
- Mauretanischer Pokalsieger: 2009, 2021
- Mauretanischer Ligapokalsieger: 2012
- Mauretanischer Superpokalsieger: 2012, 2017

## Statistik in den CAF-Wettbewerben
| Wettbewerb                 | Runde         | Gegner          | Hinspiel | Rückspiel |
| -------------------------- | ------------- | --------------- | -------- | --------- |
| CAF Confederation Cup 2005 | Qualifikation | Heart of Lions  | n. a.    | n. a.     |
| CAF Confederation Cup 2005 | 1. Runde      | Bamboutos FC    | 0:0 (H)  | 0:2 (A)   |
| CAF Confederation Cup 2007 | Qualifikation | ASO Chlef       | 0:1 (H)  | 1:2 (A)   |
| CAF Champions League 2018  | Vorrunde      | Espérance Tunis | 1:1 (H)  | 0:5 (A)   |

- 2005: Der Verein Heart of Lions verzichtete nach der Auslosung auf die Teilnahme.